# Ceratostylis incognita
Ceratostylis incognita är en orkidéart som beskrevs av John T. Atwood och John Beckner. Ceratostylis incognita ingår i släktet Ceratostylis och familjen orkidéer.
Artens utbredningsområde är Filippinerna. Inga underarter finns listade i Catalogue of Life.